# Oxantel
L'oxantel est une molécule utilisée comme médicament antihelminthique.
Il est efficace contre les trichurus mais pas contre les ankylostomes.